# Rapid Spanning Tree Protocol
Rapid Spanning Tree Protocol (RSTP) es un protocolo de red de la segunda capa OSI (nivel de enlace de datos), que gestiona enlaces redundantes. Especificado en IEEE 802.1w, es una evolución del Spanning tree Protocol (STP), reemplazándolo en la edición 2004 del 802.1d. RSTP reduce significativamente el tiempo de convergencia de la topología de la red cuando ocurre un cambio en la topología.
Roles de los puertos RSTP:
- Raíz – Es un puerto de envío elegido para la topología Spanning Tree.
- Designado – Un puerto de envío elegido para cada segmento de la red.
- Alternativo – Un camino alternativo hacia el Puente Raíz. Este camino es distinto al que usan los puertos raíz.
- Respaldo – Un camino de respaldo/redundante (de mayor costo) a un segmento donde hay otro puerto ya conectado.
- Deshabilitado – Un puerto que no tiene un papel dentro de la operación de Spanning Tree.

Estados de los puertos RSTP:
- Learning - Escucha BPDUs y guarda información relevante.
- Forwarding - Una vez ejecutado el algoritmo para evitar bucles, los puertos activos pasan a este estado.
- Discarding - No recibe BPDUs por lo cual no se encuentra participando en la instancia activa de STP

Los puertos raíz y designado forman parte de la topología activa. Los puertos alternativo y de respaldo no están incluidos en la topología activa

RSTP monitorea el estado de todas las trayectorias:
- Si una dirección activa se cae, RSTP activa las direcciones redundantes.
- Configura de nuevo la topología de la red adecuadamente.

RSTP se ha convertido en el protocolo preferido para prevenir bucles de capa 2 en topologías que incluyen redundancia. Además de que el 802.1w contiene mejoras, retiene compatibilidad con su antecesor 802.1D dejando algunos parámetros sin cambiar. Por ejemplo, RSTP mantiene el mismo formato de BPDU que STP sólo que cambia el campo de versión, el cual se le asigna el valor de 2. 
RSTP también define el concepto de edge-port, el cual también se menciona en STP como PortFast, en donde el puerto se configura como tal cuando se sabe que nunca será conectado hacia otro switch de manera que pasa inmediatamente al estado de direccionamiento sin esperar los pasos intermedios del algoritmo –etapas de escucha y aprendizaje- los cuales consumen tiempo. 
Los puertos que no son edge-ports pueden ser punto a punto o compartidos. El tipo de enlace es detectado automáticamente, pero puede ser configurado explícitamente para hacer más rápida la convergencia.

## Objetivos del RSTP
- Disminuir el tiempo de convergencia cuando un enlace falla.
  - De 30 o 60 s a milisegundos.
- Soporta redes extendidas.
  - 2048 conexiones o 4096 puertos interconectados en comparación con 256 puertos conectados en STP.
- Compatibilidad con STP.